# Gambaro (cognome)
Gambaro è un cognome di lingua italiana.

## Varianti
Gamaleri, Gamalerio, Gamalero, Gambara, Gambardella, Gambarella, Gambarelli, Gambaretti, Gambaretto, Gambari, Gambarini, Gambarotti, Gamberale, Gamberin, Gamberini, Gamberutti.

## Origine e diffusione
Cognome tipicamente settentrionale, è presente prevalentemente nel piacentino, in Lombardia e Liguria.
Potrebbe derivare da un toponimo dell'Italia settentrionale. Non ha affinità col cognome Gamba.
La variante Gamalero è alessandrina e ligure; Gambara è bresciano, ligure e emiliano; Gamberini è settentrionale; Gamberale è centrale; Gambardella è campano.

## Persone
- Angiolo Gambaro – pedagogo, storico e presbitero italiano
- Biagio Gambaro – vescovo italiano
- Enzo Gambaro – calciatore italiano